# Snoopy
Snoopy es, junto a Charlie Brown, el personaje principal de la tira cómica Peanuts, conocida en español como los títulos Carlitos, Charlie Brown y Snoopy o Rabanitos. Snoopy es un perro de la raza Beagle. Fue creado en 1950 por el historietista Charles M. Schulz.

## Historia
Snoopy hizo su debut el 4 de octubre de 1950, dos días después del inicio de la tira. Schulz pensaba originalmente llamarlo «Sniffy», cambiando de opinión al darse cuenta de que ese nombre ya había sido utilizado en una tira cómica diferente. En sus primeros dos años de existencia Snoopy tenía más similitudes con los perros reales: caminaba sobre sus cuatro patas y fue completamente mudo (es decir, no verbalizaba sus pensamientos al lector en globos). Con el paso del tiempo, sin embargo, fue adquiriendo características más humanas. Además de poder comunicar sus pensamientos a los lectores, Snoopy también tenía la habilidad de entender todo lo que decían los personajes humanos con los que interactuaba.
Dentro de la banda de amigos que componían los personajes de Charles Schulz, Snoopy era el epicentro del desquiciamiento que se representaba dentro del grupo. Como reflejo de nosotros mismos,Snoopy soñaba sobre su caseta con horizontes diferentes a los que la vida nos va diseñando y en los que la fantasía puede convertirlos en realidad. Aunque sólo fuese por unos instantes era un as de aviación de la Primera Guerra Mundial, un escritor o un músico.
No duerme dentro de la casita por razones claustrofóbicas. Por eso siempre se le ve arriba de la misma junto a Woodstock su compañero fiel con el cual mantiene largas conversaciones. Esta casita para Snoopy es el medio de sus más grandes sueños. Desde un aeroplano de la Primera Guerra Mundial hasta un bar en París.  En su interior alberga un montón de artículos valiosos que van desde mesas de billar hasta cuadros de Van Gogh.
Muchos de los momentos memorables en Peanuts se dan cuando Snoopy fantasea con ser un escritor: la peculiar introducción: Era una oscura y tormentosa noche..., que utiliza para todos sus libros fue tomada de la novela Paul Clifford de Edward George Bulwer-Lytton. El contraste entre la vida de fantasía llevada por Snoopy y la de Charlie Brown en el mundo real es fundamental para el humor y la filosofía de la tira cómica. 
Schulz mismo resumió al personaje de Snoopy en una entrevista realizada en 1997: «Tiene que adentrarse en su mundo fantástico para poder sobrevivir. De otra manera, llevaría una vida monótona, miserable. Yo no envidio a los perros por la clase de vida que tienen que llevar».

## Homenajes

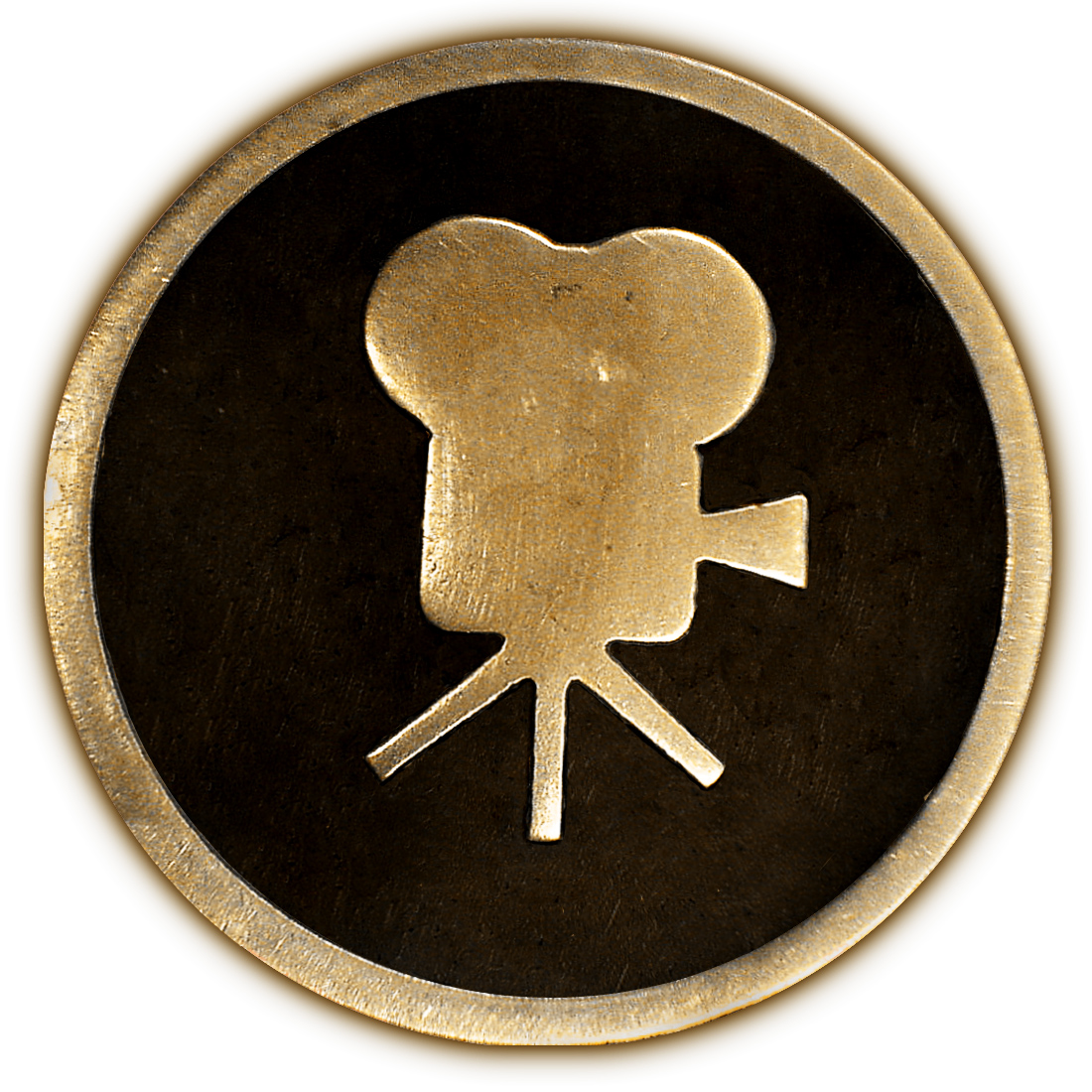
Snoopy tiene una estrella en el Paseo de la Fama de Hollywood desde noviembre de 2015.

Snoopy terminó siendo la mascota de la NASA. Esta agencia espacial norteamericana otorga el Premio Snoopy a sus empleados y contratistas por logros vinculados a la mejora de la seguridad o al éxito en una misión espacial. La NASA también bautizó como Charlie Brown al módulo de mando de la misión Apolo 10 y como Snoopy al módulo lunar.
En noviembre de 2015, Snoopy recibió una estrella en el Paseo de la Fama de Hollywood.

## Uso en Metlife
MetLife es una empresa de seguros de vida y servicios financieros. Usó la figura de Snoopy como parte de su campaña publicitaria y fue logo oficial de esta desde el año 1985 hasta 2016.

## Cine
The Peanuts Movie es una película animada de 2015, producida por Blue Sky Studios y distribuida por 20th Century Fox, basada en el cómic por Charles M. Schulz, Peanuts. 

## Caricatura

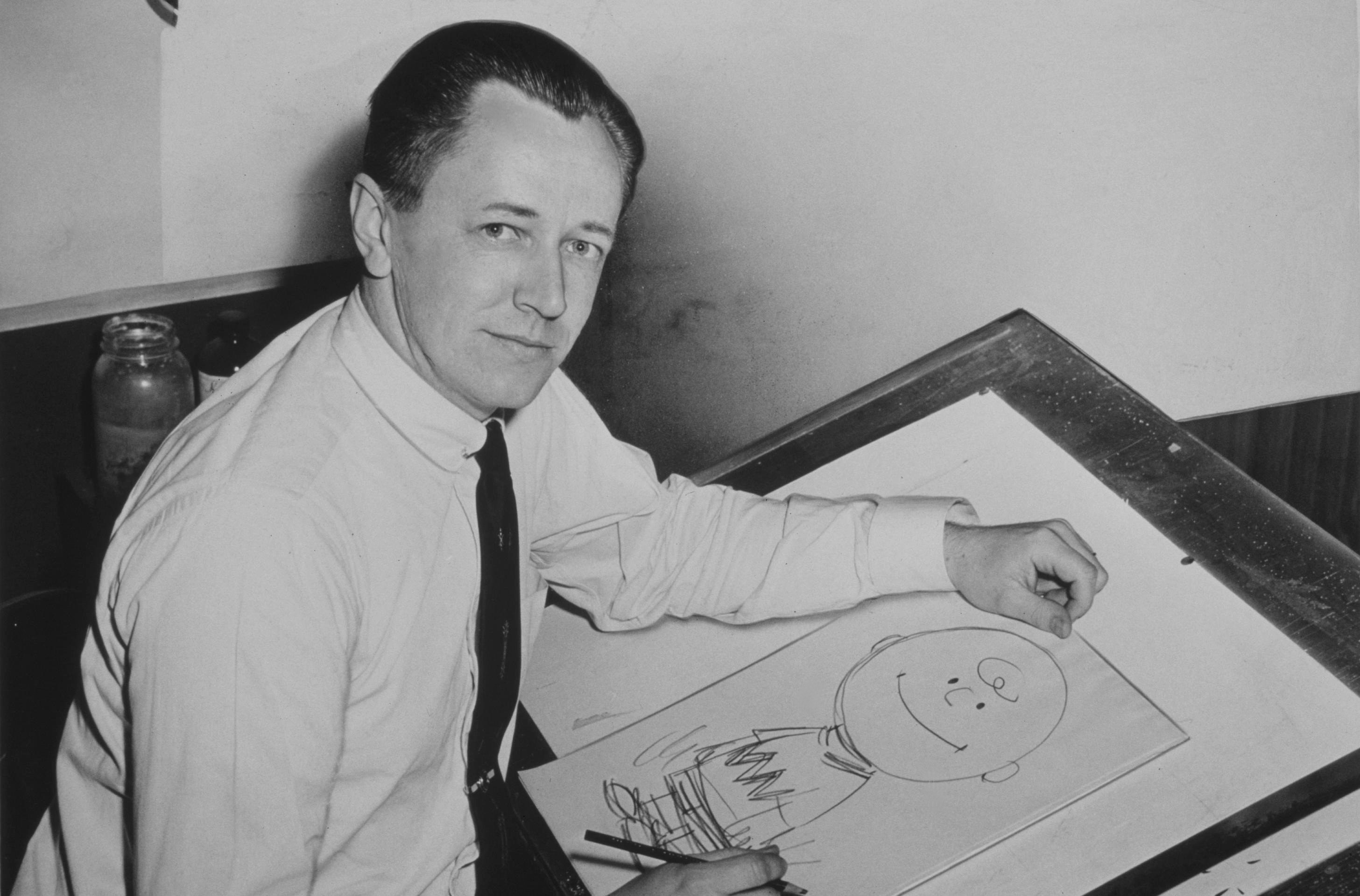
Charles Monroe Schulz (1922-2000)

Charles Schulz y su caricatura animada Charlie Brown tienen mucho en común. Comparten no solo el nombre, sino ese temperamento sensible y tímido, esa tendencia a sentirse ridiculizados en la escuela y la sensación de que una nube negra descarga la lluvia sobre su cabeza y patas.